# コミックバウンド
『コミックバウンド』は、エニックス（現スクウェア・エニックス）が2000年9月26日に創刊し、同年11月に廃刊した月2回刊行（第2・4火曜日）の青年漫画雑誌。わずか5号（11月28日）で廃刊した。
創刊号の発行部数は15万部。エニックスによれば対象読者年齢を「20歳前後」に想定していたが、実際の購入者層は「30代中心」だったことが売れ行き不振の原因だとしている。また、書店ではなくコンビニ中心とする売上をもくろんだが、予定していた売り上げには至らなかったとしている。あまりにも早く廃刊したため数々の憶測を呼んだが、真相は現在も不明である。もっとも広く伝わっているのは創刊された2000年当時、発行元のエニックスは『ドラゴンクエストVII エデンの戦士たち』という大作RPGを発売しており、その税金対策の為に短期間限定での刊行を前提にして創刊された、というもの。また、最初から月2回刊で創刊したため適正な発行部数が掴めず廃刊となった反省からヤングガンガンは季刊で様子を見てから発行された、という意見もある。
雑誌自体が5号で廃刊になってしまったため、掲載作品は多くが未完のまま終了後、大幅加筆修正されて単行本化されたり、他誌に移籍して連載を継続した。
現在刊行中の『ヤングガンガン』の前身と言える雑誌であるが、『ヤングガンガン』では創刊から3ヶ月ほどアイドルのグラビア掲載を控えていたが、『バウンド』は創刊時からグラビアアイドルを起用している。

## 主な掲載作品
- 亡国のイージス（原作・監修：福井晴敏、画：中村嘉宏）
- 吉祥寺モホ面（土田世紀）
- 虐殺! ハートフルカンパニー（原作：ピエール瀧、画：漫F画太郎）
- トンネル抜けたら三宅坂（原作：森高夕次、画：藤代健）
- あるひとつの世界（みやすのんき）
- ナイトメアハウス（とみさわ千夏）
- 独立お小言連隊（ほりのぶゆき）
- バッキンガム（原作：山上たつひこ、画：泉晴紀）
- アストロベリー（金田一蓮十郎）
- 気象戦隊ウェザースリー（くぼたまこと）
- C-mode（チャイルド モード）（永野あかね）
- 東方機神傳承譚ボロブドゥール（太田垣康男）

## グラビア掲載アイドル
- 創刊号（2000年10月10日号）：眞鍋かをり
- 第2号（2000年10月24日号）：中島礼香
- 第3号（2000年11月14日号）：周防玲子
- 第4号（2000年11月28日号）：山川恵里佳
- 第5号（2000年12月12日号）：池脇千鶴